# Levensverhaal
Een levensverhaal of levensgeschiedenis beschrijft (een deel van) iemands leven. Er zijn overeenkomsten met de autobiografie: beide zijn op schrift gestelde verhalen die een levensloop beschrijven. In tegenstelling tot de biografie gaat het levensverhaal veelal over minder bekende personen en hoeft het niet voor een groot publiek te worden uitgegeven. Levensverhalen worden geschreven over een heel leven, maar kunnen ook een bepaalde periode of thematiek behandelen.

## Gebruik van levensverhalen in de gezondheidszorg
Levensverhalen worden ook in de gezondheidszorg gebruikt. Door mensen vragen te stellen over vroeger (gebruiken, namen, etc.) wordt het geheugen van vaak oudere mensen geprikkeld en zo gestimuleerd. Dit wordt reminiscentie genoemd. Ook wordt in de narratieve psychologie met levensverhalen gewerkt om aan de hand van herinneringen een bepaalde persoonlijke ontwikkeling door te maken.

## Levensverhalen in de privésfeer
Ook in de privésfeer zijn mensen met hun levensverhaal bezig. Dat kan om de verhalen vast te leggen voor later, of omdat het een gezellige activiteit is. Het Herinneringenmuseum van Akropolis Humanitas in Rotterdam was de eerste plek die speciaal was ingericht voor mensen om het geheugen te stimuleren door oude herinneringen aan gewone gebruiksvoorwerpen op te halen. Het herinneringsmuseum omvat spullen, afbeeldingen, geuren, geluiden en documentatie uit de afgelopen eeuw.

## Levensverhalen in een boek
Het uitgeven van een levensverhaal in boekvorm was vijf jaar geleden niet eenvoudig. Tegenwoordig zijn er hulpmiddelen zoals boeken of websites die men zelf kan invullen, voor het schrijven van levensverhalen. Hierbij worden als hulp vragenlijsten aangeboden, maar ook foto’s en filmfragmenten van bijvoorbeeld Polygoon-journaals.
Naast deze ‘doe-het-zelfactiviteiten’ worden er ook cursussen aangeboden waarin mensen worden geholpen om hun levensverhaal op te schrijven en zijn er professionele interviewers die een compleet verzorgd product aanbieden. 

## Boekenweek 2011
De Boekenweek 2011 had als thema het geschreven portret, een variant op het levensverhaal. Op veel plaatsen in Nederland werden lezingen gegeven over dit onderwerp, of cursussen ‘levensverhaal schrijven’ aangeboden.